# 15805 Murakamitakehiko
15805 Murakamitakehiko eller 1994 GB1 är en asteroid i huvudbältet som upptäcktes den 8 april 1994 av de båda japanska astronomerna Kazuro Watanabe och Kin Endate vid Kitami-observatoriet. Den är uppkallad efter amatörastronomen Takehiko Murakami.
Asteroiden har en diameter på ungefär 5 kilometer.